# Racey
Racey is een Britse popgroep uit de jaren 70 die glamrock met rock-'n-roll uit de jaren 60 vermengde. De oorspronkelijke bezetting was Phil Fursdon, Richard Gower, Pete Miller en Clive Wilson. Opvallend waren hun danspasjes en hun keyboard-geluid.
Racey werd in 1976 opgericht en bracht een jaar later de single Baby It's You (geschreven door Chris Norman van Smokie) uit. Het succes kwam pas toen de band ging samenwerken met producers Chinn & Chapman; Lay Your Love On Me en Some Girls (oorspronkelijk bedoeld voor Blondie) werden in Nederland hun grootste hits.
Na de breuk met Chinn & Chapman hadden ze in 1981 nog een bescheiden succesje met een coverversie van Runaround Sue; vier jaar later gingen ze officieel uit elkaar.
In 1990 kwam Racey weer bij elkaar, maar zonder Richard Gower (die later zijn eigen Racey oprichtte); Pete Miller nam de zang over. In 1998 was de band te zien in een  eenmalige Toppop-uitzending ter gelegenheid van 75 jaar AVRO.                                                              Nadat Pete Miller op 6 mei 2003 aan kanker overleed is Racey door blijven gaan met optreden.
In 2009 verscheen de luxe heruitgave van het enige studioalbum Smash and Grab.

## Discografie

### Singles
| Single met eventuele hitnotering(en) in de Nederlandse Top 40 | Datum van verschijnen | Datum van binnenkomst | Hoogste positie | Aantal weken | Opmerkingen                               |
| ------------------------------------------------------------- | --------------------- | --------------------- | --------------- | ------------ | ----------------------------------------- |
| Lay Your Love on Me                                           | 1979                  | 17-02-1979            | 1(2wk)          | 13           | Nr. 2 in de Single Top 100                |
| Some Girls                                                    | 1979                  | 21-04-1979            | 3               | 10           | Nr. 4 in de Single Top 100                |
| Boy Oh Boy                                                    | 1979                  | 18-08-1979            | tip8            | -            | Nr. 24 in de Single Top 100               |
| Such a Night                                                  | 1979                  | 15-12-1979            | tip2            | -            | Nr. 31 in de Single Top 100               |
| Rest of My Life                                               | 1980                  | 02-08-1980            | tip19           | -            |                                           |
| Runaround Sue                                                 | 1980                  | 10-01-1981            | 14              | 8            | Nr. 13 in de Single Top 100 / Alarmschijf |

| Single met hitnotering(en) in de Vlaamse Ultratop 50 | Datum van verschijnen | Datum van binnenkomst | Hoogste positie | Aantal weken | Opmerkingen                 |
| ---------------------------------------------------- | --------------------- | --------------------- | --------------- | ------------ | --------------------------- |
| Lay Your Love on Me                                  | 1979                  | -                     |                 |              | Nr. 4 in de Radio 2 Top 30  |
| Some Girls                                           | 1979                  | -                     |                 |              | Nr. 3 in de Radio 2 Top 30  |
| Boy Oh Boy                                           | 1979                  | -                     |                 |              | Nr. 18 in de Radio 2 Top 30 |
| Such a Night                                         | 1980                  | -                     |                 |              | Nr. 24 in de Radio 2 Top 30 |
| Runaround Sue                                        | 1981                  | -                     |                 |              | Nr. 3 in de Radio 2 Top 30  |
| Shame                                                | 1981                  | -                     |                 |              | Nr. 2 in de Radio 2 Top 30  |

### NPO Radio 2 Top 2000
| Nummer met noteringen in de NPO Radio 2 Top 2000 | '99  | '00  | '01  |
| ------------------------------------------------ | ---- | ---- | ---- |
| Lay Your Love on Me                              | 1740 | 1448 | 1395 |

1. ↑  Een vetgedrukt getal geeft de hoogste notering aan.
2. ↑  Deze tabel is bijgewerkt tot en met de laatste editie (2024).